# Jednotková operace
Jednotková operace je v chemickém a procesním inženýrství základním krokem procesu. Jednotkové operace obsahují fyzikální nebo chemickou přeměnu, jako je separace, krystalizace, odpařování, filtrace, polymerizace, izomerizace a další reakce. Například při zpracování mléka tvoří homogenizace, pasterizace a balení jednotkové operace, které jsou vzájemně spojeny za účelem vytvoření celého procesu. Daný proces může pro získání požadovaného produktu z výchozích materiálů nebo surovin vyžadovat mnoho jednotkových operací.

## Historie
V dřívějších dobách byla různá chemická odvětví považována za rozdílné průmyslové procesy s odlišnými postupy a principy. Americký chemik a inženýr Arthur Dehon Little přišel v roce 1916 s konceptem „jednotkových operací“, vysvětlujícím postupy průmyslové chemie. Roku 1923 William H. Walker, Warren K. Lewis a William H. McAdams napsali knihu The Principles of Chemical Engineering v níž ukázali, že různá chemická odvětví využívají postupy, které se řídí stejnými fyzikálními zákony. Shrnuli tyto obdobné procesy do definovaných jednotkových operací. Každá jednotková operace podléhá stejným fyzikálním zákonům a lze ji využít ve všech příslušných odvětvích chemického a procesního průmyslu. Například návrh mísícího zařízení pro přípravu napalmu nebo dětské výživy podléhá stejným zásadám, ačkoliv výrobce, zákazník i využití těchto produktů jsou zcela odlišné. Jednotkové operace tvoří základní postupy chemického inženýrství.

## Rozdělení
Jednotkové operace v chemickém a procesním inženýrství lze rozdělit do pěti tříd:
1. Hydraulické procesy, včetně transportu tekutin, filtrace a fluidizace pevných látek.
2. Procesy přestupu tepla, včetně odpařování a výměny tepla.
3. Procesy výměny hmoty, včetně absorpce plynu, destilace, extrakce, adsorpce a sušení.
4. Termodynamické procesy včetně zkapalňování plynu a chlazení.
5. Mechanické procesy, včetně přepravy pevných látek, drcení, pulverizace a třídění.

Jednotkové operace také spadají do následujících kategorií, které zahrnují prvky více tříd:
- Kombinace (míchání)
- Separace (destilace, krystalizace)
- Reakce (chemická reakce)

Navíc existují některé jednotkové operace, které kombinují i tyto kategorie, jako například reaktivní destilace a míchané reaktory. „Čistá“ jednotková operace je fyzikální přenos hmoty nebo energie, zatímco kombinovaný chemicko-fyzikální proces vyžaduje modelování jak fyzikálního přenosu (např. difuze), tak i chemické reakce. Tento přístup je obvykle nezbytný pro navrhování katalytických reakcí a je považován za samostatnou disciplínu nazvanou reakční inženýrství.
Jednotkové operace a procesy tvoří hlavní principy všech odvětví chemického a procesního průmyslu a jsou základem návrhů chemických provozů, závodů a jejich zařízení.
Jednotkové operace se obecně navrhují tak, že vytvoří hmotnostní a energetická bilance pro každou základní složku (může být i nekonečně malá) ve formě rovnic. Následně se spočítají řešení rovnic pro návrhové parametry a zvolí se optimální řešení z několika možných. Na základě výpočtu pak může být vytvořen návrh samotného zařízení.
Například destilace v patrové koloně se analyzuje vytvořením hmotnostní bilance pro každé patro s danou fázovou rovnováhou a účinností. Přítok a odtok patra tvoří celkový tok hmoty, přičemž se dále bilancují jednotlivé složky. Kombinace celkového počtu pater vytváří soustavu rovnic pro celou kolonu. Přitom existuje oblast možných řešení, protože větší refluxní poměr umožňuje menší počet pater a naopak. Inženýr pak musí najít optimální řešení s ohledem na přijatelnou zádrž kapaliny, výšku kolony a investiční náklady.